# Enicospilus celebensis
Enicospilus celebensis är en stekelart som först beskrevs av Szepligeti 1906.  Enicospilus celebensis ingår i släktet Enicospilus och familjen brokparasitsteklar. Inga underarter finns listade i Catalogue of Life.